# Orrmaesia
Orrmaesia is een geslacht van weekdieren uit de klasse van de Gastropoda (slakken).

## Soorten
- Orrmaesia ancilla (Thiele, 1925)
- Orrmaesia dorsicosta Kilburn, 1988
- Orrmaesia nucella Kilburn, 1988